# Daniel García
Daniel García Córdoba (* 28. října 1971) je mexický atlet, mistr světa v chůzi na 20 km z roku 1997.
Třikrát se účastnil olympijských her, nikdy se však nedostal na stupně vítězů. V roce 1992 došel do cíle závodu na 20 kilometrů chůze sedmý, v roce 1996 devátý a o čtyři roky později (2000) v Sydney dvanáctý. Více úspěchů měl na světových šampionátech – roku 1997 se stal mistrem světa v chůzi na 20 kilometrů a v roce 1999 vybojoval v této disciplíně bronzovou medaili. Svůj osobní rekord na této trati 1:18:27 si vytvořil v roce 1997 v českých Poděbradech.